# Helmut Pfleger
Helmut Pfleger (ur. 6 sierpnia 1943 w Teplicach) – niemiecki szachista i dziennikarz szachowy, arcymistrz od 1975 roku.

## Kariera szachowa

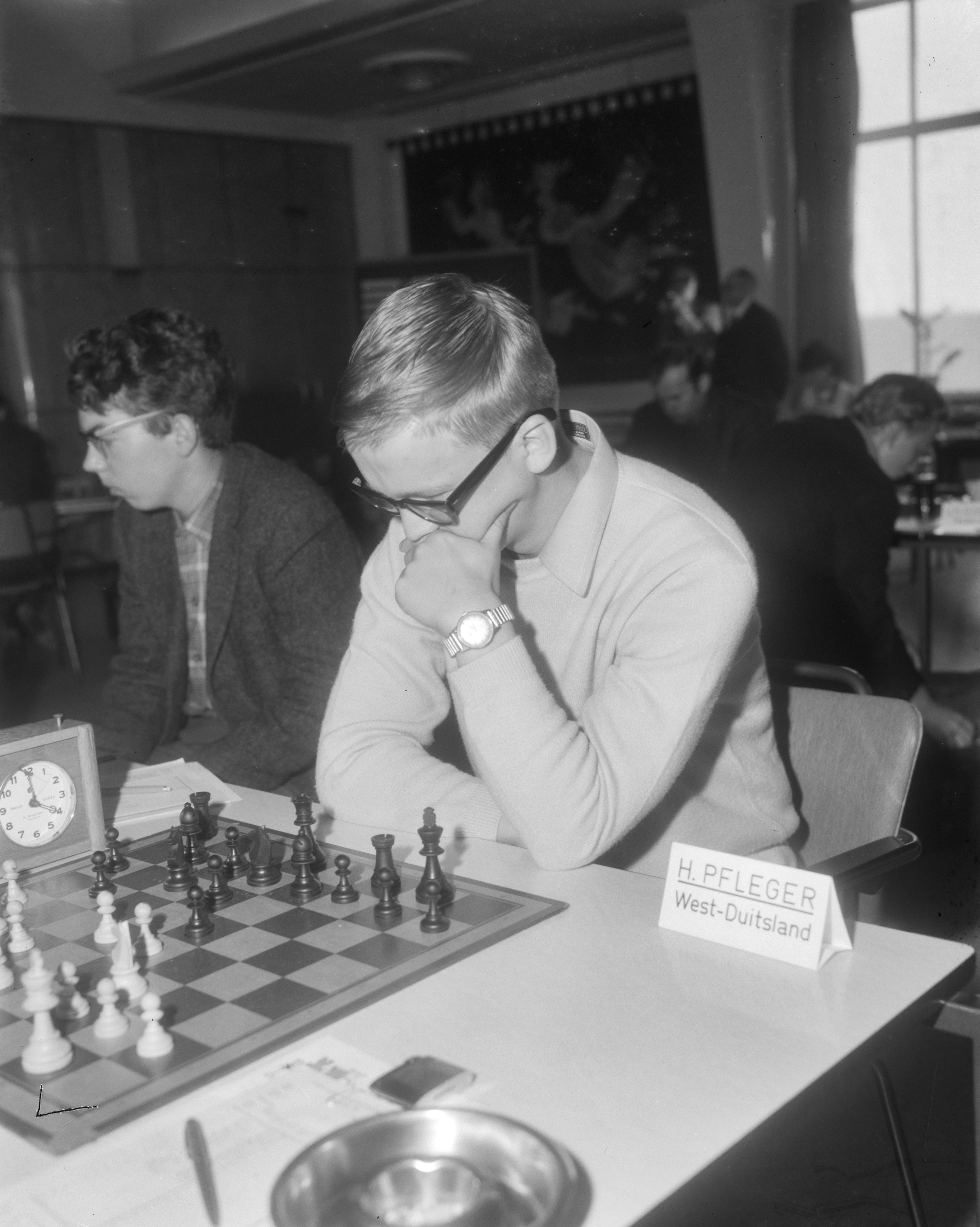
Helmut Pfleger, Haga 1966

W latach 60. i 70. należał do czołówki szachistów Republiki Federalnej Niemiec, w 1965 r. podzielił (wspólnie z Wolfgangiem Unzickerem) I m. w mistrzostwach kraju. W 1964 r. zadebiutował w narodowej drużynie na szachowej olimpiadzie w Tel Awiwie i zdobył dwa medale: złoty za najlepszy wynik indywidualny na IV szachownicy oraz brązowy wraz z drużyną. Do 1982 r. w turniejach olimpijskich wystąpił łącznie 7 razy (w tym raz na I szachownicy). Brał udział w wielu międzynarodowych turniejach, zwyciężając bądź dzieląc I m. m.in. w Zurychu (1964), Polanicy-Zdroju (1971, memoriał Akiby Rubinsteina), Lorenço Marques (1973) oraz Montilli (1973).
Najwyższy ranking w karierze osiągnął 1 lipca 1972 r., z wynikiem 2545 punktów dzielił wówczas 38-41. miejsce na świecie, jednocześnie zajmując 3. miejsce (za Robertem Hübnerem i Lotharem Schmidem) wśród niemieckich szachistów). Od 1998 r. nie występuje w turniejach klasyfikowanych przez Międzynarodową Federację Szachową.
Prowadzi szachową kolumnę w wydawanym w Hamburgu tygodniku Die Zeit, był również redaktorem programu Schach im WDR w niemieckiej telewizji.

## Wybrane publikacje
- Pfleger, Helmut; Kurz, Eugen (1982). Schach: TV-Worldcup '82 Turnier Der Schachgrossmeister Karpow, Spasski, Timman, Seirawan, Torre, Nunn, Bouaziz, Lobron. Falken-Verlag. ISBN 3-8068-4133-0.
- Pfleger, Helmut; Darga, Klaus (1983). Die Besten Partien Deutscher Schachgrossmeister: Klaus Darga, Hans-J. Hecht, Robert Hubner, Barbara Hund, Erik Lobron, Helmut Pfleger, Lothar Schmid, Wolfgang Unzicker. Falken. ISBN 3-8068-4121-7.
- Pfleger, Helmut; Metzing, Horst (1984). Schach: Spiel, Sport, Wissenschaft, Kunst. Hoffmann und Campe. ISBN 3-455-08228-9.
- Pfleger, Helmut; Kishon, Ephraim; Weiner, Ossi (1986). Der Schachcomputer: Gegner Und Freund. Nymphenburger. ISBN 3-485-01696-9.
- Pfleger, Helmut; Treppner, Gerd (1989). Chess: The Mechanics of the Mind. Trafalgar Square. ISBN 1-85223-127-0.